# Pagejugan
Pagejugan is een bestuurslaag in het regentschap Brebes van de provincie Midden-Java, Indonesië. Pagejugan telt 9543 inwoners (volkstelling 2010).